# Imad Mugniyah
ʿImād Fāyz Mughniyya, trascrivibile anche come Mughniyya, Mogniyah, Moughnie, pseudonimo Haj Radwan (Tayr Dibba, 7 dicembre 1962 – Damasco, 12 febbraio 2008), è stato un terrorista e militare libanese dell'Hezbollah, comandante militare descritto come fondatore dell'organizzazione.
Fino alla comparsa sulla scena internazionale di Osama Bin Laden, egli era il terrorista più temuto: chiamato anche l'uomo senza volto, visto che l'ultima sua foto risaliva al 1985, da allora si sottopose per non farsi riconoscere a due operazioni di chirurgia plastica.
Fu ucciso in un attentato, con l'esplosione della sua auto.

## Biografia

### Primi anni
Nacque in una famiglia della piccola borghesia libanese: il padre svolgeva la professione di ortolano. Nel 1976, agli inizi della guerra civile libanese, pare che Mughniyah abbia fatto parte della guardia personale del leader dell'OLP Yasser Arafat, denominata "Forza 17", partecipando come cecchino ai combattimenti lungo la "linea verde" che divideva i quartieri cristiani e quelli musulmani di Beirut. Per un certo periodo frequentò la facoltà di Ingegneria dell'American University di Beirut senza, tuttavia, completare gli studi.
L'attività terroristica di Imad Mughniyah conobbe un salto di qualità agli inizi degli anni ottanta, in seguito all'invasione israeliana del Libano nel 1982 (operazione "Pace in Galilea"), seguita dall'invio di un contingente di pace composto da truppe statunitensi, francesi ed italiane per stabilizzare la situazione nel paese, retto allora dal Presidente filo-occidentale Beshir Gemayel, leader della Falange cristiano-maronita, allora alleata di Israele e poi, dopo il suo assassinio in un attentato dinamitardo il 14 settembre 1982, dal fratello Amin.
È in questo quadro che iniziarono le manovre dell'Iran khomeinista e della Siria di Hafiz El Assad per ottenere la partenza del contingente multinazionale e destabilizzare la situazione politica libanese. Imad Mughniyah, allora membro della milizia Sciita "Amal" (da cui in seguito uscì per entrare a far parte del neonato Hezbollah khomeinista insieme ad Hassan Nasrallah, che ne è l'attuale leader), mise a disposizione dei suoi alleati siriani ed iraniani il proprio know-how ed i propri contatti tra gli sciiti libanesi, stanziati soprattutto nel sud del paese e tra i quali stava montando in quei mesi il malcontento contro l'occupazione israeliana e la supremazia falangista. Molti libanesi sciiti iniziarono a guardare con favore al regime khomeinista di Teheran ed alla sua ideologia fondamentalista e, nel fervore religioso che ne seguì, sull'esempio dei volontari iraniani che si immolavano in quel periodo sui campi di battaglia della guerra Iran-Iraq, gruppi di combattenti sciiti libanesi cominciarono ad offrirsi come attentatori suicidi.

### Attentati e rapimenti in Libano
L'utilizzo di questa nuova arma (il veicolo-bomba guidato da un attentatore suicida) trovò impreparati i contingenti militari occidentali che operavano in terra libanese e sortì effetti devastanti: Mughniyah, sostenuto dall'Iran, fu implicato nell'organizzazione di una impressionante serie di attacchi che utilizzarono per la prima volta tale nuovo micidiale strumento.
L'11 novembre 1982 un'auto bomba fece saltare il quartier generale israeliano a Tiro. L'esplosione rase al suolo l'edificio uccidendo 91 persone, tra cui 34 militari della guardia di frontiera, 33 soldati dell'IDF, 9 membri dello Shin Bet e 15 detenuti libanesi. Fu la prima azione terroristica di Hezbollah.
Il 18 aprile 1983 un veicolo imbottito di esplosivo e guidato da un attentatore suicida provocò la distruzione dell'Ambasciata statunitense di Beirut: morirono 63 persone, 17 delle quali americane. La carneficina principale, tuttavia, si verificò il 23 ottobre 1983, quando due camion bomba guidati da attentatori suicidi colpirono contemporaneamente le caserme dei marines statunitensi e del contingente francese: rimasero uccisi 241 soldati USA e 58 legionari francesi.
Il 4 novembre del 1983 toccò ancora alla sede del comando israeliano a Tiro, nel Libano meridionale: persero la vita 29 soldati israeliani e 10 prigionieri libanesi. In seguito a questa serie di attentati devastanti ed al deterioramento della situazione sul campo, Francia e USA, seguiti dall'Italia, decisero di ritirare i loro contingenti lasciando il paese nel caos e nella guerra civile.
Il 20 settembre 1984 un ulteriore attentato esplosivo da lui escogitato colpì la sede dell'ambasciata USA a Beirut Est, causando altre 16 vittime.
Negli anni seguenti Mughniyah organizzò una serie di sequestri di occidentali, sia civili sia militari, in Libano, tra i quali particolarmente salienti furono quelli del colonnello dell'esercito degli Stati Uniti William Francis Buckley, capo stazione della CIA a Beirut, rapito dall'Hezbollah il 16 marzo 1984 e morto l'anno dopo nelle mani dei suoi sequestratori, del corrispondente dell'Associated Press a Beirut Terry Anderson, sequestrato il 16 marzo 1985 e liberato il 4 dicembre 1991, dell'inviato della Chiesa Anglicana Terry Waite, rapito il 20 gennaio 1987 mentre cercava di negoziare la liberazione di alcuni ostaggi e liberato il 17 novembre 1991 e del colonnello USA William R. Higgins, capo del Team di osservatori dell'ONU nel Libano meridionale, rapito il 17 febbraio 1988, torturato ed infine ucciso pare nel luglio 1990.
Il coinvolgimento di Mughniyah pare accertato anche per quanto riguarda il dirottamento del volo TWA 847 il 14 giugno 1985, nel corso del quale venne assassinato dai dirottatori il sommozzatore della marina USA Robert Stethem.

### La collaborazione con l'Iran
Nel corso degli anni novanta Imad Mughniyah collaborò intensamente con l'intelligence iraniana, organizzando gli attentati dinamitardi che il 17 marzo 1992 ed il 18 luglio 1994 distrussero rispettivamente l'ambasciata israeliana (29 morti) ed un centro culturale ebraico (84 morti) a Buenos Aires: la giustizia argentina lo ha formalmente messo in stato d'accusa per tali azioni terroristiche unitamente a membri dell'intelligence e del governo iraniano.
Pare ci sia stata la sua mano anche dietro l'attentato che, il 25 giugno 1996, colpì un complesso di alloggi utilizzato dalle truppe USA a Khobar in Arabia Saudita, causando la morte di 19 militari. Dalla fine degli anni novanta pare che Mughniyah si occupasse della supervisione delle attività operative dell'Hezbollah nel sud Libano e, in tale veste, pare abbia coordinato, tra l'altro, la cattura di tre soldati israeliani nel 2000, il rapimento dell'imprenditore israeliano Elhannan Tenenbaum, sequestrato a Dubai il 16 ottobre 2000 e liberato dopo uno scambio di prigionieri nel gennaio 2004 e, infine, l'uccisione di otto soldati israeliani ed il rapimento di altri due lungo il confine israelo-libanese il 12 luglio 2006, fatto che scatenò la susseguente invasione del Libano del sud da parte delle truppe dello stato ebraico. Nel corso degli anni USA ed Israele hanno tentato varie volte di catturare o di uccidere Imad Mughniyah: in particolare, nel 1994 una bomba forse a lui destinata causò la morte del fratello Fuad e di altri militanti sciiti a Beirut.
Dal 10 ottobre 2001 il suo nome figurava nella lista dei 22 terroristi più ricercati del mondo dell'FBI americana e sul suo capo era stata posta una taglia di 5 milioni di dollari. L'intelligence israeliana lo considerava, in un rapporto del 2002, persino più pericoloso dello stesso sceicco saudita. L'ex agente CIA Robert Baer, autore di vari trattati sul terrorismo mediorientale, lo considerava il più pericoloso avversario con cui i servizi segreti USA si fossero mai dovuti confrontare.

### Uccisione
Imad Mughniyah è rimasto ucciso il 12 febbraio del 2008 in un'esplosione verificatasi alle 11:00 circa ora locale a Damasco, in Siria, nel quartiere di Kfar Suseh: al momento della detonazione il leader sciita si era appena seduto al posto guida del suo fuoristrada. La dinamica dell'attentato è a tutt'oggi incerta in quanto le autorità siriane, in seguito alle investigazioni condotte sul posto dopo l'esplosione, sostennero la tesi di un'autobomba parcheggiata nei pressi dell'auto di Mughniyah mentre altre fonti, all'epoca del fatto, parlarono di una carica piazzata all'interno della sua stessa vettura.
L'Iran e l'Hezbollah libanese hanno condannato l'attentato accusando i servizi segreti israeliani di esserne stati gli esecutori. Lo stato ebraico ha smentito la propria responsabilità nell'attacco. Il governo degli Stati Uniti ha pubblicamente approvato la sua eliminazione nella persona del portavoce del Dipartimento di Stato Sean McCormack, il quale ha dichiarato: "Senza di lui il mondo è un posto migliore" e "in un modo o nell'altro, è stato assicurato alla giustizia".

## Media
Nel 2023 è stata realizzata una serie TV sulla sua vicenda, Ghosts of Beirut, prodotta dalla Paramount+.